# Фосфор
Фосфор (P, лат. phosphorus — носилац светлости) јесте хемијски елемент који има симбол P и атомски број 15. Он је вишевалентан неметал из VA(15) групе. У природи се често налази у неорганском фосфатном камењу.
Због велике реактивности, фосфор се не налази слободан у природи. Једна његова алотропска модификација, бели фосфор, емитује бледо светлуцање у присуству кисеоника (отуда грчки назив).
Фосфор је саставни део нуклеинских киселина — ДНК (дезоксирибонуклеинске киселине) и РНК (рибонуклеинске киселине) и есенцијалан елемент за све ћелије, па се зато сврстава у биогене елементе. Најзначајнија индустријска употреба фосфорних хемикалија је за прављење ђубрива.
Фосфорне смеше се користе и у експлозивима, нервним гасовима, пиротехници, пестицидима, пастама за зубе и детерџентима.

## Карактеристике и алотропи
Фосфор се може пронаћи у више алотропских модификација, најчешће као бели, црвени и црни. Бели фосфор (Р4) састоји се из 4 атома распоређена у темена тетраедра, што узрокује нестабилност. Састоји се из неполарних веза. Бели фосфор је жут, сјајан и транспарентан, а зато се понекад још назива и жути фосфор. Сија зелено у мраку (у присуству кисеоника); јако је запаљив и пирофоричан у присуству ваздуха, као и отрован. Мирис његовог сагоревања је карактеристичан — налик белом луку. Узорци оваквог фосфора су најчешће обавијени белим оксидом фосфора, који се састоји од P410 јединица у којима су атоми фосфора распоређени у темена тетраедра, док су атоми кисеоника уметнути између њих и на њиховим вертикалама. Бели фосфор није растворљив у води али јесте у угљен-дисулфиду.
Бели фосфор може се направити користећи различите методе. Из калцијум фосфата, који се за ту сврху добија из фосфорита и греје се у пећи са угљеником (коксом) и силицијум-оксидом ( кварцним песком). Елементарни фосфор се онда ослобађа као пара и може се сакупити користећи фосфорну киселину (H34). Тај процес је сличан првој Брантовој синтези фосфора и калцијум-фосфата у мокраћи.
Црвени фосфор се може добити загревањем белог фосфора на 250 °C или излагањем белог фосфора сунчевим зрацима. Фосфор након тога добија ланчани распоред атома што узрокује већу стабилност. Даље загревање ће узроковати кристализацију. Црвени фосфор гори на 240 °C, док бели гори на 30 °C. Хиторф је 1865. открио да се добија пурпурасти облик фосфора (Хиторфов фосфор) када се фосфор кристалише топљеним оловом.
Црни фосфор има ромбичну кристалну решетку и најмање је реактиван; састоји се из шесточланих прстенова који су међусобно повезани. Сваки атом је спојен са остала три. Новији метод синтезе црног фосфора појавио се користећи металне соли као катализаторе.

## Сјај
Сјај фосфора је била атракција за време његовог открића 1669. године, али механизам којим је сијао није описан све до 1974. године. Знало се још пре да ако би ставили фосфор у теглу, сијао би и после кратког времена престао. Роберт Бојл је у 1680-им приписао то трошењу кисеоника при тој реакцији. У 18. веку се знало да чист кисеоник није одговоран за светљење фосфора, већ да постоји распон парцијалних притисака на којима се то дешава. Загревање се могло применити да би се постигао одговарајући притисак.
Године 1947, сјај су описали Р. Џ. Ци и А. Ј. Кан. Реакција са кисеоником се дешава на површини течног или чврстог фосфора, формирајући краткотрајне молекуле HPO и P2O2, који обоје емитују видљиву светлост. Реакција је спора, па он сија дуже времена чак и у затвореној тегли.
Иако је термин фосфоресцентност потекао од фосфора, реакција која даје фосфору сјај зове се луминесценција (сија на основу сопствене реакције; у овом случају хемолуминисценција), а не фосфоресценција (поновно емитовање светла које је претходно пало на њега).

## Примена
- Концентрована фосфорна киселина, која садржи око 70% до 75% P2О5 (фосфор(V)-оксида) је веома битна за пољопривреду, тј. производњу ђубрива. Али због велике употребе, довело је до повећања прављења фосфата у другој половини 20. века.
- Прављење специјалних стакала које се користе за натријумске лампе
- Калцијум фосфат у прављењу финог порцелана
- у неким земљама натријум триполифосфат добијен из ф. киселине се користи у прављењу детерџената (а у неким је забрањен)
- Фосфорна киселина се користи у газираним пићима.
- Фосфор се користи за прављење органских смеша, преко фосфор хлорида и P4S3 и P4S10. Те смеше су пластификанти, ватро-отпорне супстанце и пестициди.
- Фосфор је битан у прављењу челика и фосфор бронзе (Cu3P)
- Бели фосфор се користи за војне сврхе (димне бомбе)
- Црвени фосфор је битан за прављење пламена шибице. .
- 32 и 33 се користе као индикатори радиоактивности у биохемијским лабораторијама[8]
- Црвени фосфор се користи као драмски ефект. Кад се запали он ствара густ бели дим .

## Фосфор као биогени елемент
Фосфор је кључни елемент за све облике живота. PO4−3 је битан јер гради ДНК и РНК. Ћелије користе аденозин трифосфат (АТП) за пренос енергије. Скоро сваки ћелијски процес користи АТП. Фосфолипиди граде ћелијске мембране. Соли калцијум фосфата користе животиње да би ојачале њихове кости. Фосфора у човеку има око 1 килограм (3/4 су у костима и зубима као апатит). Просечан човек дневно поједе 1-3 грама фосфора у облику фосфата. Битан је за земљиште као макроминерал.
Доступност фосфора у екосистемима повећава раст организама. Док у воденим екосистемима пуно фосфора може бити проблематично (цветање воде).

## Откриће
Откриће фосфора је овековечено захваљујући енглеском сликару Џозефу Рајту од Дербија. Алхемичар открива фосфор је слика овог славног енглеског сликара која је првобитно завршена 1771. године а потом прерађена 1795. године. Ова прича је често штампана у популарним књигама из области хемије у време сликара Рајта и била је широко позната.
Фосфор је открио немачки алхемичар Хениг Бранд 1669. године из препарата мокраће која је имала растворене фосфате из нормалног метаболизма. Бранд је хтео да дестилује неке соли испаривањем мокраће, а добио је бео материјал који је светлео у тами и горео уз бриљантни пламен.Са садашњим знањем хемичара, врло лако можемо да објаснимо шта се заправо догодило. Мокраћа садржи малу количину фосфата, а има и органска једињења. Фосфати су се задржали у црном остатку тзв. caput mortum, а органска једињења су се угљенисала. На зидовима реторте било је довољно силицијум(IV)-диоксида, па су жарењем метали из фосфата прешли у силикате, угљеник је фосфор из фосфата редуковао до елементарног стања.
Количина фосфора коју је Бранд добијао је била много мања него што је било могуће добити.
Године 1675. Бранд је био разочаран због немогућности добијања злата и своје откриће је поделио са суграђанима, те постаје славан. Вест је стигла у немачки град Дрезден где је у то време радио истакнути алхемичар Кункел.У низу узбудљивих догађаја око открића фосфора, Кункелова улога је била једна од главних. Кункел се интересовао за појаву луминесценције и желео је да купи фосфор, али се Бранд плашио да Кункел жели да овлада процесом добијања фосфора и да би му узео стечену славу.
Бранд ће своје откриће продати Данијелу Крафту, лекару који се занимао за алхемијска открића у која би уложио новац, под условом да о томе не прича никоме за 200 талира. Кункел ипак није одустао од фосфора, накако је дознао (претпоставља се од самога Бранда) да улогу у проналаску игра мокраћа и након неколико покушаја и сам је добио фосфор, мада је био загађенији него онај који је Бранд добијао.Он објављује своје откриће, 1678. године, али према старом и добром алхемијском обичају, не и начин добијања истог.
Када је Кункел објавио свој проналазак, Крафт је већ зарађивао новац путујући по европским дворовима и демонстрирајући својства новог елемента. Један од оних који су присуствовали таквој демонстрацији је био Готфрид Лајбниц, који се интересовао за разне области тадашње науке.Године 1677. Лајбниц је посетио Хамбург и Бранда, који је био у финансијским проблемима, те му је понудио технологију добијања фосфора за одговарајућу новчану надокнаду. Споразумели су се да Бранд направи још фосфора, а заузврат Лајбниц мора то да му плати. Лајбниц је касније објавио текст о производњи фосфора, изоставивши (намерно или случајно) Брандово име. Приликом посете Енглеској, Крафт је фосфор показао и Роберту Бојлу, наговестивши му да се он добија из човековог тела. Бојлу је овај податак био довољан да и сам направи фосфор, 1680. године када за разлику од својих претходника, наводи поступак за откривање фосфора. Бојл се сматра оснивачем модерне хемије.Поступак је држао у тајности, па су он и његови наследници били једини произвођачи фосфора у Европи све до краја 18. века. За првог научника који је изоловао фосфор се поред Бранда могу наћи и Кункел, Крафт и Лајбниц, и највероватније би Бранд био и заборављен да нису откривена писма Брандове жене Маргарете међу Лајбницовим документима). Ускоро после тога почела је производња фосфора и у нешто већим количинама.
Први пут је фосфор кориштен у комерцијалне сврхе у индустрији шибица, у 19. веку.

## Распрострањеност
Због реактивности са ваздухом и многим кисеоничним једињењима, фосфор се не налази елементаран у природи али га има пуно у многим другим облицима.
Фосфорни камен, који се делимично садржи од апатита је битан комерцијалан извор овог елемента. Велика изворишта апатита се налазе у Кини, Русији, Мароку, Флориди, Ајдаху, Јути и на другим местима..

## Мере предострожности
Органске смеше фосфора са разним материјалима су распрострањене од којих су многе отровне.
 Флуорофосфатни естри су најјачи токсини. Многи пестициди су направљени од фосфора (хербициди, инсектициди, фунгициди..). Многи неоргански фосфати су релативно неотровни и есенцијални нутрицијенти. За окружење су опасни у превеликим количинама, узрокују цветање алги. Бели фосфор треба да се чува стално под водом, јер је запаљив. Црвени фосфор није толико запаљив али треба бити пажљив са њим јер се враћа у бели фосфор на неким распонима температура, јер онда емитује веома отровне гасове који се састоје из фосфор оксида када се загреју. У проблему изложености елементарном фосфору се предлагало испирање са двопроцентним бакар сулфатом, али је оно укинуто јер је он отрован и може да штети бубрезима. Сада се препоручује бикарбонатни раствор да неутралише фосфорну киселину.

## Изузетак октетном правилу
Проста Луисова структура за тригоналан бипирамидалан PCl5 молекул који се садржи од 5 ковалентних веза имплицира хипервалентан молекул са десетовалентним електронима што је супротност октетном правилу.
Два електрона која одговарају невезаној молекуларној орбитали нису укључена зато што је орбитала локализована на два атома хлора и она не прилаже вероватноћи да је електрон присутан на атому фосфора.

## Радиоактивни изотопи
Радиоактивни изотопи фосфора су: 32 и 33.

## Значајнија једињења фосфора
| Назив једињења             | Формула | Тип               | Употреба                                      | Слика |
| -------------------------- | ------- | ----------------- | --------------------------------------------- | ----- |
| алуминијум-фосфат          |         | фосфат            | прашак за пециво                              |       |
| амонијум-фосфат            |         | фосфат            | састојак ђубрива, добијање елементарног азота |       |
| диамонијум хидроген-фосфат |         | фосфат            | ђубриво                                       |       |
| амонијум дихидроген-фосфат |         | фосфат            | састојак ђубрива                              |       |
| калцијум-фосфат            |         | фосфат            | ђубрива, зачин                                |       |
| калцијум хидроген-фосфат   |         | фосфат            | диетна храна                                  |       |
| калцијум дихидроген-фосфат |         | фосфат            | прашак за пециво, ђубриво                     |       |
| гвожђе(III)-фосфат         |         | фосфат            | сточна храна                                  |       |
| гвожђе(II)-фосфат          |         | фосфат            | пестицид                                      |       |
| калијум-дихидрогенфосфат   |         | фосфат            | оптика                                        |       |
| бакар(II)-фосфат           |         | фосфат            |                                               |       |
| магнезијум-фосфат          |         | фосфат            | антацид, лаксатив                             |       |
| хром(III)-фосфат           |         | фосфат            |                                               |       |
| никл(II)-фосфат            |         | фосфат            |                                               |       |
| натријум-фосфат            |         | фосфат            | избељивач, детарџент, ђубриво                 |       |
| сребро(I) фосфат           |         | фосфат            |                                               |       |
| цинк(II) фосфат            |         | фосфат            |                                               |       |
| амонијум-фосфит            |         | фосфит            |                                               |       |
| бакар(I)-фосфит            |         | фосфит            |                                               |       |
| баријум-фосфит             |         | фосфит            |                                               |       |
| калцијум-фосфид            |         | фосфид            |                                               |       |
| галијум(III)-фосфид        |         | фосфид            | оптика                                        |       |
| фосфор(III)-бромид         |         | бромид            | органска хемија                               |       |
| фосфор(V)-бромид           |         | бромид            | органска хемија                               |       |
| фосфор(III)-хлорид         |         | хлорид            | пестицид, пластикант, угушивач пламена        |       |
| фосфор(III)-јодид          |         | јодид             | органска хемија                               |       |
| хипофосфорна киселина      |         | киселина          | фармација, органска хемија                    |       |
| фосфорна киселина          |         | киселина          | медицина, конструкција                        |       |
| фосфораста киселина        |         | киселина          | фармација, органска хемија                    |       |
| фосфор(III) оксид          |         | оксид             |                                               |       |
| фосфор(V) оксид            |         | оксид             |                                               |       |
| фосфор-хидрид              |         | хидрид            | угушивач пламена                              |       |
| фосфор(V) сулфид           |         | сулфид            |                                               |       |
| фосфор(III) сулфид         |         | сулфид            |                                               |       |
| Ловсонов реагенс           |         | органско једињење |                                               |       |
| тиофос                     |         | органско једињење |                                               |       |
| сарин                      |         | органско једињење |                                               |       |
| соман                      |         | органско једињење |                                               |       |